# Miss Universo 2016
Miss Universo 2016 è stata la sessantacinquesima edizione del concorso di bellezza Miss Universo. Alla gara, tenutasi il 30 gennaio 2017 presso il Mall of Asia Arena di Pasay, nelle Filippine, hanno partecipato 86 ragazze rappresentanti di altrettanti Paesi e territori. Si tratta solamente della seconda edizione, dopo quella del 2014, in cui il concorso non è stato svolto nell'anno di rappresentanza.
La filippina Pia Wurtzbach, detentrice del titolo uscente, ha incoronato la nuova Miss Universo Iris Mittenaere, dalla Francia, al termine dell'evento. La Francia non vinceva tale titolo da 63 anni, il più lungo lasso di tempo nella storia della competizione. È stata inoltre la prima vittoria europea dal 2002 e la vittoria della russa Oksana Fëdorova.

## Storia

### L'organizzazione del concorso

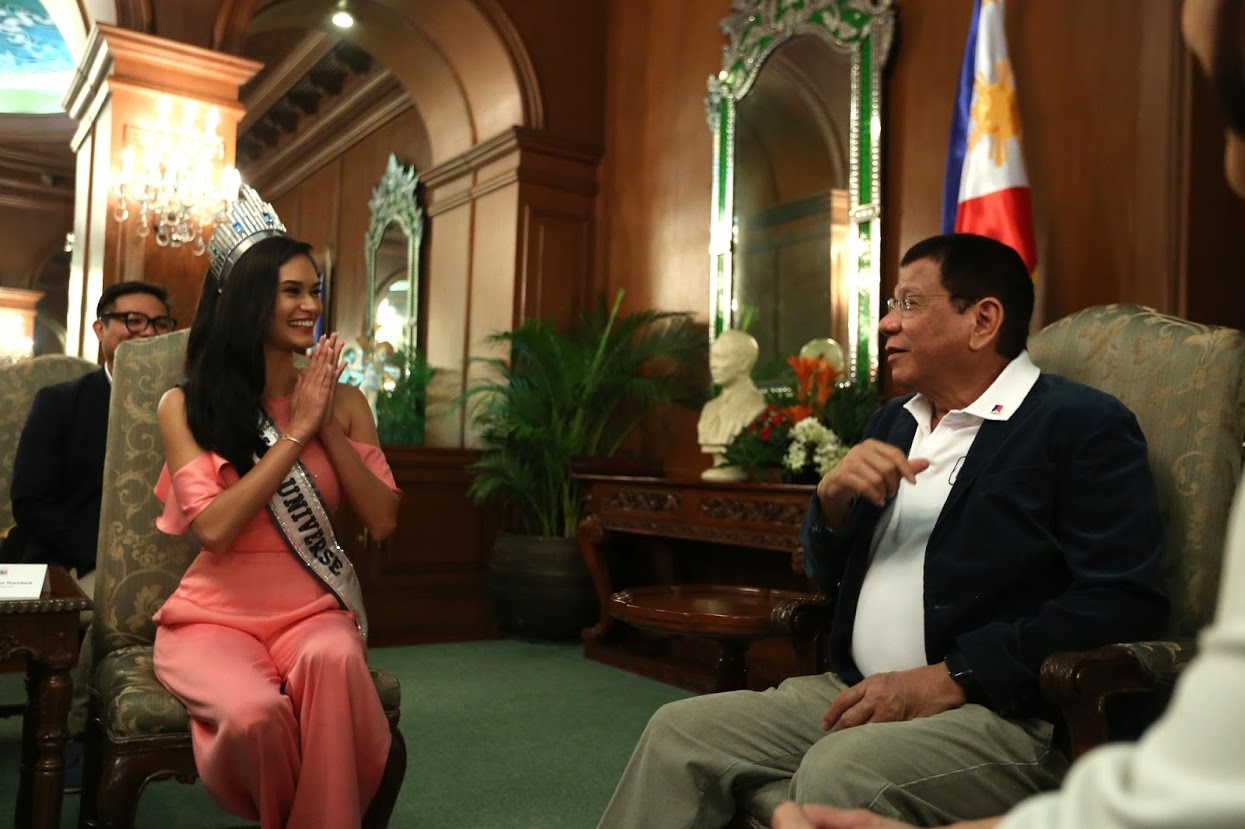
Pia Wurtzbach incontra il presidente filippino Rodrigo Duterte.

Il 18 luglio 2016 la vincitrice di Miss Universo 2015 Pia Wurtzbach si recò in visita ufficiale dal presidente filippino Rodrigo Duterte per proporgli di organizzare la 65ª edizione del concorso nelle Filippine. Duterte, seppur aperto all'idea, affermò che il governo avrebbe rifiutato di incaricarsi delle elevate spese per l'organizzazione dell'evento. Più tardi il Dipartimento del Turismo filippino chiarì che il governo era da sempre favorevole al progetto e motivò unicamente le eventuali insicurezze con la preoccupazione di evitare i costi non trascurabili di gestione.
Data la recente vittoria filippina e l'atmosfera di festa ancora intatta, la proposta fu seriamente presa in considerazione e il 28 luglio seguente Wanda Teo, ministro del turismo, dichiarò che l'edizione successiva si sarebbe svolta in suolo filippino. L'annuncio ufficiale da parte dell'Organizzazione di Miss Universo (MOU) arrivò solamente il 3 novembre e confermò la scelta del paese asiatico come prossimo luogo dell'evento.
L'evento fu organizzato con il supporto e la collaborazione del Dipartimento del Turismo filippino, l'Organizzazione di Miss Universo e la LCS Group of Companies, compagnia di proprietà del politico Chavit Singson.

### La sede dell'evento
Nel settembre 2016 il Mall of Asia Arena di Pasay fu selezionato come prossima sede dell'evento, attraverso un annuncio del ministro Wanta Teo. La Philippine Arena di Bocaue era l'altro edificio in lizza per la selezione, ma non fu approvata dall'Organizzazione di Miss Universo per "motivi di sicurezza".

### Marketing
Allo scopo di promuovere l'evento, il 6 novembre 2016 fu trasmesso su ETC un documentario intotolato Journey to the Crown: A Celebration of Beauty.

## Risultati
Miss Universo 2016
     2ª classificata
     3ª classificata
     Top 6
     Top 9
     Top 13
     14ª-86ª classificata
| Risultato finale   | Concorrente                                                                                            |
| ------------------ | --- |
| Miss Universo 2016 | - Francia – Iris Mittenaere                                                                            |
| 2ª classificata    | - Haiti – Raquel Pélissier                                                                             |
| 3ª classificata    | - Colombia – Andrea Tovar                                                                              |
| Top 6              | - Filippine – Maxine Medina - Kenya – Mary Esther Were - Thailandia – Chalita Suansane¹                |
| Top 9              | - Canada – Siera Bearchell - Messico – Kristal Silva - Stati Uniti – Deshauna Barber                   |
| Top 13             | - Brasile – Raissa Santana - Indonesia – Kezia Warouw - Panama – Keity Drennan - Perù – Valeria Piazza |

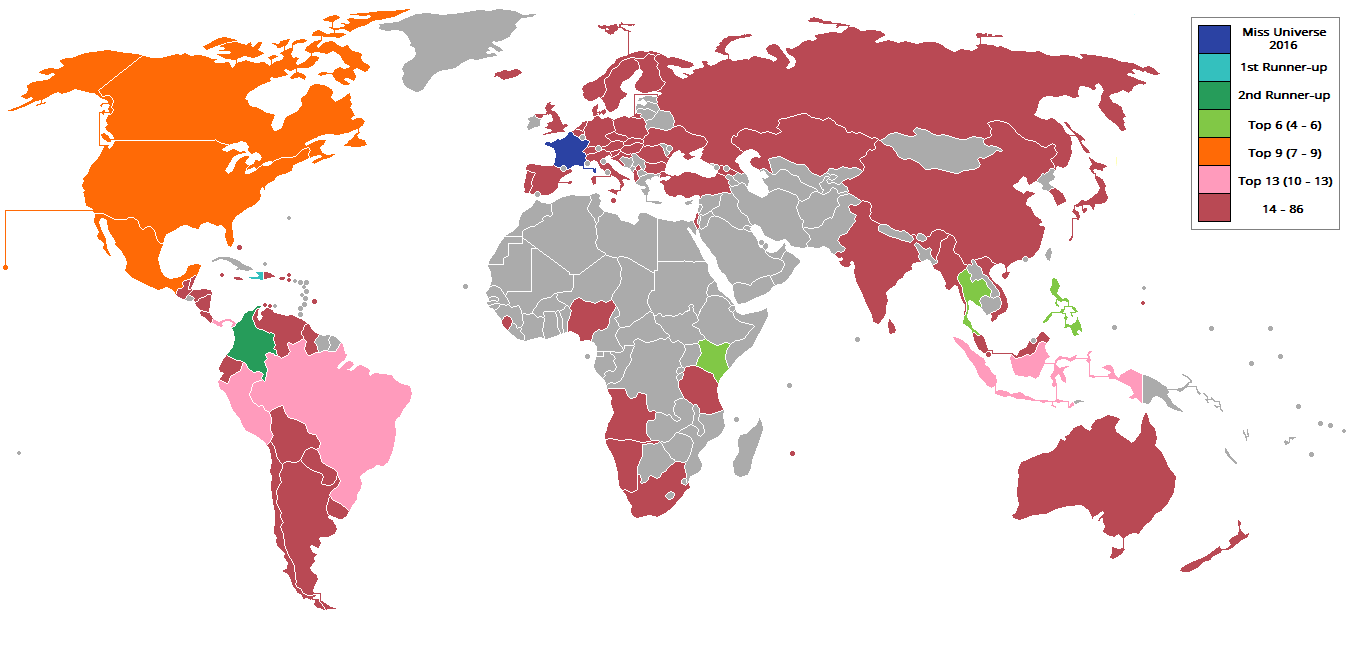
I piazzamenti finali di Miss Universo 2016:
Miss Universo 2016
2ª classificata
3ª classificata
Top 6
Top 9
Top 13
14ª-86ª classificata

¹ Inclusa nelle 13 finaliste attraverso il voto del pubblico.

### Premi speciali
| Premio                | Concorrente                 |
| --------------------- | --------------------------- |
| Best National Costume | - Birmania – Htet Htet Htun |
| Miss Photogenic       | - Albania – Lindita Idrizi  |
| Miss Congeniality     | - Corea del Sud – Jenny Kim |

## Giudici

### Fase preliminare
- Cynthia Bailey – attrice e modella
- Rob Goldstone – ex giornalista e direttore di marketing
- Francine LeFrak – produttrice teatrale, televisiva e cinematografica
- Riyo Mori – Miss Universo 2007
- Fred Nelson – Presidente e produttore esecutivo del People's Choice Awards[13]
- Dayanara Torres – Miss Universo 1993[13]

### Fase finale
- Cynthia Bailey – attrice e modella
- Mickey Boardman – direttore della rivista Paper
- Francine LeFrak – produttrice teatrale, televisiva e cinematografica
- Leila Lopes – Miss Universo 2011
- Sushmita Sen – Miss Universo 1994
- Dayanara Torres – Miss Universo 1993

## Concorrenti
| Nazione/Territorio        | Concorrente              | Età | Città             |
| ------------------------- | ------------------------ | --- | ----------------- |
| Albania                   | Lindita Idrizi           | 20  | Elbasan           |
| Angola                    | Luísa Baptista           | 21  | Cuando Cubango    |
| Argentina                 | Estefanía Bernal         | 21  | Buenos Aires      |
| Aruba                     | Charlene Leslie          | 24  | Oranjestad        |
| Australia                 | Caris Tiivel             | 23  | Perth             |
| Austria                   | Dajana Dzinic            | 21  | Vienna            |
| Bahamas                   | Cherell Williamson       | 24  | Nassau            |
| Barbados                  | Shannon Harris           | 22  | Bridgetown        |
| Belgio                    | Stephanie Geldhof        | 19  | Aalst             |
| Belize                    | Rebecca Rath             | 23  | Dangriga          |
| Birmania                  | Htet Htet Htun           | 24  | Yangon            |
| Bolivia                   | Antonella Moscatelli     | 21  | Santa Cruz        |
| Brasile                   | Raissa Santana           | 21  | Itaberaba         |
| Bulgaria                  | Violina Ancheva          | 21  | Sofia             |
| Canada                    | Siera Bearchell          | 23  | Moose Jaw         |
| Cile                      | Catalina Cáceres         | 26  | Santiago del Cile |
| Cina                      | Li Zhenying              | 23  | Shanghai          |
| Colombia                  | Andrea Tovar             | 23  | Quibdó            |
| Corea del Sud             | Jenny Kim                | 23  | Seul              |
| Costa Rica                | Carolina Rodríguez       | 27  | Alajuela          |
| Croazia                   | Barbara Filipović        | 19  | Zagabria          |
| Curaçao                   | Chanelle de Lau          | 21  | Willemstad        |
| Danimarca                 | Christina Mikkelsen      | 24  | Copenaghen        |
| Ecuador                   | Connie Jiménez           | 21  | Ventanas          |
| Filippine                 | Maxine Medina            | 26  | Quezon            |
| Finlandia                 | Shirly Karvinen          | 24  | Helsinki          |
| Francia                   | Iris Mittenaere          | 24  | Parigi            |
| Georgia                   | Nuka Karalashvili        | 25  | Tbilisi           |
| Germania                  | Johanna Acs              | 24  | Eschweiler        |
| Giamaica                  | Isabel Dalley            | 20  | Montego Bay       |
| Giappone                  | Sari Nakazawa            | 23  | Shiga             |
| Gran Bretagna             | Jaime-Lee Faulkner       | 27  | Sheffield         |
| Guam                      | Muñeka Taisipic          | 19  | Yona              |
| Guatemala                 | Virginia Argueta         | 22  | Jutiapa           |
| Guyana                    | Soyini Fraser            | 26  | Georgetown        |
| Haiti                     | Raquel Pélissier         | 24  | Port-au-Prince    |
| Honduras                  | Sirey Moran              | 26  | El Progreso       |
| India                     | Roshmitha Harimurthy     | 22  | Bangalore         |
| Indonesia                 | Kezia Warouw             | 25  | Giacarta          |
| Islanda                   | Hildur María Leifsdóttir | 24  | Kópavogur         |
| Isole Cayman              | Monyque Brooks           | 25  | West Bay          |
| Isole Vergini Americane   | Carolyn Carter           | 27  | Saint Croix       |
| Isole Vergini Britanniche | Erika Creque             | 22  | Road Town         |
| Israele                   | Yam Kaspers Anshel       | 18  | Herzliya          |
| Italia                    | Sophia Sergio            | 24  | Napoli            |
| Kazakistan                | Darina Kulsitova         | 19  | Semey             |
| Kenya                     | Mary Esther Were         | 27  | Nairobi           |
| Kosovo                    | Camila Barraza           | 23  | Pristina          |
| Malaysia                  | Kiran Jassal             | 20  | Subang Jaya       |
| Malta                     | Martha Fenech            | 26  | St. Julian's      |
| Mauritius                 | Kushboo Ramnawaj         | 26  | Rivière Du Poste  |
| Messico                   | Kristal Silva            | 25  | Ciudad Victoria   |
| Namibia                   | Lizelle Esterhuizen      | 20  | Windhoek          |
| Nicaragua                 | Marina Jacoby            | 21  | Matagalpa         |
| Nigeria                   | Unoaku Anyadike          | 22  | Lagos             |
| Norvegia                  | Christina Waage          | 21  | Nes               |
| Nuova Zelanda             | Tania Dawson             | 24  | Auckland          |
| Paesi Bassi               | Zoey Ivory               | 23  | Almere            |
| Panama                    | Keity Drennan            | 26  | Panama            |
| Paraguay                  | Andrea Melgarejo         | 22  | Villarrica        |
| Perù                      | Valeria Piazza           | 26  | Lima              |
| Polonia                   | Izabella Krzan           | 21  | Olsztyn           |
| Porto Rico                | Brenda Jiménez           | 22  | Aguadilla         |
| Portogallo                | Flávia Brito             | 23  | Vilamoura         |
| Rep. Ceca                 | Andrea Bezděková         | 21  | Praga             |
| Rep. Dominicana           | Rosalba Garcías          | 24  | Maimón            |
| Romania                   | Teodora Dan              | 27  | Bucarest          |
| Russia                    | Yuliana Korolkova        | 22  | Orsk              |
| Sierra Leone              | Hawa Kamara              | 26  | Freetown          |
| Singapore                 | Cheryl Chou              | 20  | Singapore         |
| Slovacchia                | Zuzana Kollárová         | 25  | Bratislava        |
| Slovenia                  | Lucija Potočnik          | 25  | Maribor           |
| Spagna                    | Noelia Freire            | 24  | Ciudad Real       |
| Sri Lanka                 | Jayathi De Silva         | 26  | Colombo           |
| Stati Uniti               | Deshauna Barber          | 27  | Washington        |
| Sudafrica                 | Ntandoyenkosi Kunene     | 24  | Mkhondo           |
| Svezia                    | Ida Ovmar                | 21  | Luleå             |
| Svizzera                  | Dijana Cvijetić          | 23  | Gossau            |
| Tanzania                  | Jihan Dimachk            | 20  | Dar es Salaam     |
| Thailandia                | Chalita Suansane         | 22  | Samut Prakan      |
| Turchia                   | Tansu Sila Çakir         | 21  | Istanbul          |
| Ucraina                   | Alena Spodynyuk          | 19  | Kiev              |
| Ungheria                  | Veronika Bodizs          | 24  | Budapest          |
| Uruguay                   | Magdalena Cohendet       | 22  | Artigas           |
| Venezuela                 | Mariam Habach            | 21  | El Tocuyo         |
| Vietnam                   | Đặng Thị Lệ Hằng         | 23  | Đà Nẵng           |

### Ritorni
- Ultima partecipazione nel 2001:
  -  Malta
- Ultima partecipazione nel 2007: 
  -  Barbados
  -  Belize
- Ultima partecipazione nel 2009:
  -  Islanda
- Ultima partecipazione nel 2011:
  -  Isole Vergini Americane
- Ultima partecipazione nel 2012:
  -  Namibia
- Ultima partecipazione nel 2013:
  -  Romania
- Ultima partecipazione nel 2014:
  -  Guam
  -  Kazakistan
  -  Kenya
  -  Slovenia
  -  Sri Lanka
  -  Svizzera

### Ritiri
- El Salvador: Nessun concorso.
- Gabon: Nessun concorso per motivi politici.
- Ghana: Nessun concorso per l'interruzione della collaborazione con la RAC (Roberta Annan Consulting), detentrice della licenza per il Ghana.[14]
- Grecia: Nessun concorso.
- Irlanda: Nessun concorso.
- Libano: Nessun concorso per via di un cambiamento di proprietà e licenze
- Montenegro e  Serbia: Inizialmente incluse nelle partecipanti, entrambe le ragazze scelte per competere furono rimosse dalla lista ufficiale delle candidate per motivi di licenza. Il Montenegro e la Serbia condividevano difatti la stessa licenza.